# Raul Antônio Armando Pereira
Raul Antônio Armando Pereira (? — ?) foi um político brasileiro.
Foi eleito, em 3 de outubro de 1950, deputado estadual, pelo PTB, para a 38ª e 39ª Legislaturas da Assembleia Legislativa do Rio Grande do Sul, de 1951 a 1959.